# كاترين اولسن
كاترين اولسن (بالدنماركية: Katrin Olsen)‏ هي مجدفة دنماركية، ولدت في 5 يناير 1978 في توشهافن في جزر فارو.

## وصلات خارجية
- كاترين اولسن على موقع الاتحاد الدولي للتجديف (الإنجليزية)
- كاترين اولسن على موقع اللجنة الأولمبية الدولية (الإنجليزية)
- كاترين اولسن على موقع أوليمبيديا (الإنجليزية)